# 수민동
수민동(壽民洞)은 대한민국 부산광역시 동래구의 행정동이다. 법정동의 수안동과 낙민동이 합쳐져 구성한다.

## 법정동
- 수안동(壽安洞)
- 낙민동(樂民洞)

## 주요 시설

### 주거
| 낙민 한신         | ㈜한신건설 | ㈜한신건설 |  |
| 낙민 한일유앤아이 | 한일건설㈜ |            |  |